# 新世紀集團
新世紀集團香港有限公司（港交所：0234），是在2001年從萬亞行國際換取上市，現時主要業務郵輪租賃服務、物業投資、證券買賣。
現時主席為黃偉傑。
2019年6月19日新世紀集團公布，斥資約4.58億元向控股股東等共３名投資者收購從事貸款業務的易提款財務60％股權。該集團指，所購股權由控股股東、執行董事蕭潤群、黃偉傑、黃琇蘭及黃莉蓮持有，故構成關連交易而需股東批准。該集團指易提款財務經營根據放債人牌照提供財務業務包括按揭貸款，以住宅、商用物業、工業物業及泊車位為第一按揭作抵押，亦提供無抵押私人貸款，而於3月底按揭貸款組合尚未償還金額共約7.61億元，而私人貸款組合尚未償還金額合共約3192.9萬元。

## 外部連結
- 新世紀集團 （页面存档备份，存于）

1. ↑  新世紀斥4.6億元向控股股東購易提款財務近六成股權